# Albert Calmette

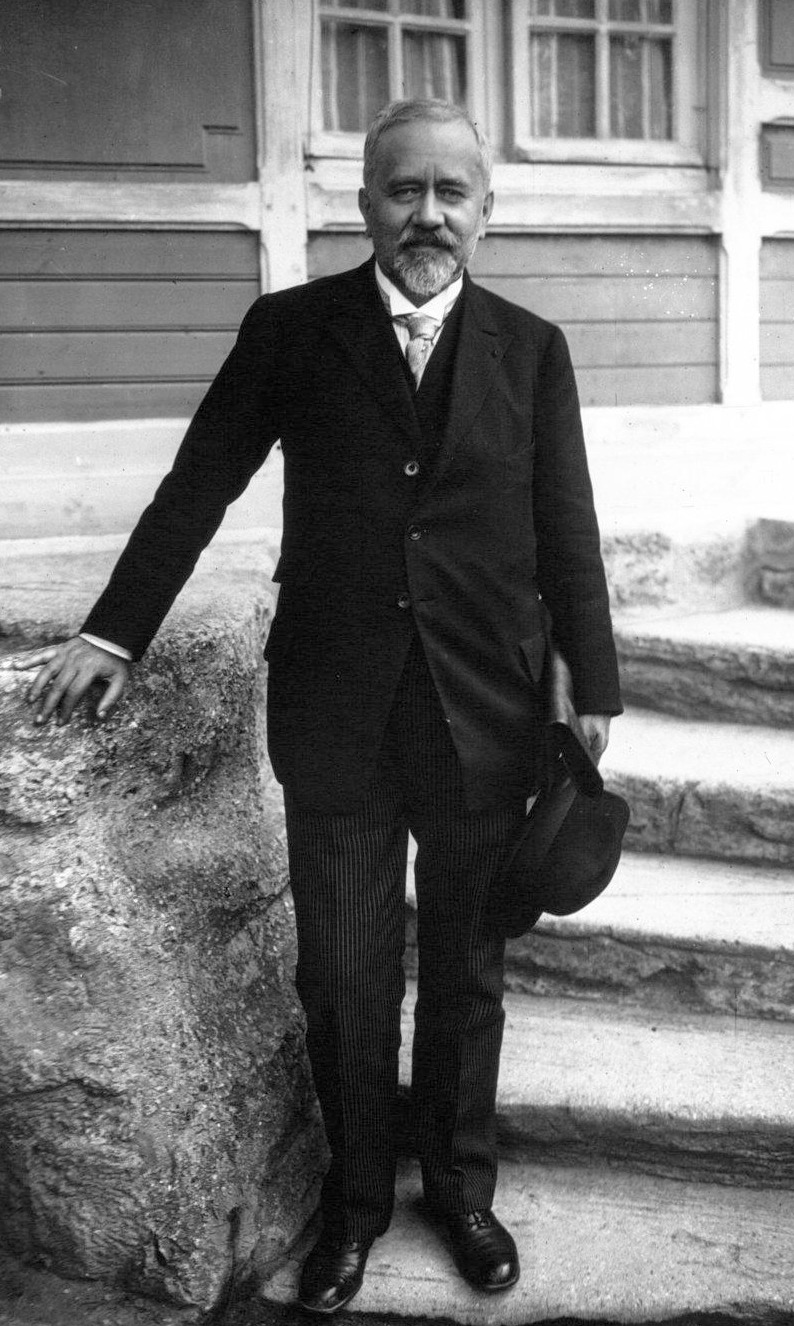
Albert Calmette, 1923

Léon Charles Albert Calmette (* 12. Juli 1863 in Nizza; † 29. Oktober 1933 in Paris) war ein französischer Arzt, Bakteriologe und Immunologe. Er entdeckte den Bacillus Calmette-Guérin (BCG), einen Impfstoff gegen Tuberkulose und entwickelte das Calmette-Serum gegen die Wirkung von Schlangenbissen.

## Leben
Albert Calmette wollte Arzt und Seefahrer werden. Er besuchte ab 1881 die Schule für Schiffsärzte in Brest. In Clermont-Ferrand und Paris studierte er Medizin. Ab 1883 diente er als Militärarzt der französischen Marine. Er nahm am Krieg mit China teil. In Hongkong gewann er Erkenntnisse über die Malaria, worüber er 1886 seine Doktorarbeit schrieb. Später diente er in Westafrika in Gabun und der Inselgruppe Saint-Pierre und Miquelon sowie in Französisch-Kongo, wo er die Malaria, die Afrikanische Trypanosomiasis und Pellagra studierte.
Nach seiner Rückkehr nach Frankreich im Jahr 1890 traf er mit Louis Pasteur und Émile Roux zusammen, deren Mitarbeiter er wurde. Pasteur beauftragte ihn, 1891 in Saigon eine Zweigstelle des Institut Louis Pasteur zu gründen.
Dort entdeckte er die Toxikologie als Forschungs- und Betätigungsfeld. Er untersuchte die Wirkungen von Schlangen- und Bienengiften sowie von Pflanzengiften.
1894 kehrte er nach Frankreich zurück. Er entwickelte das Calmette-Serum gegen die Wirkung von Schlangenbissen. Ebenfalls arbeitete er mit an der Entwicklung eines Serums gegen die Pest. In Portugal half er bei der Bekämpfung einer Pestepidemie in Porto.
1895 wurde ihm die Führung des Instituts in Lille anvertraut. 1909 baute er eine weitere Niederlassung in Algier auf. 1904 gründete er die „Ligue du Nord contre la Tuberculose“ in Lille, die bis heute besteht.
Im Jahr 1907 hatte er die konjunktivale Tuberkulinreaktion eingeführt.
Ab 1918 war er als Direktor am Institut in Paris tätig.
Calmette ging in die Geschichte der Medizin hauptsächlich wegen seines Kampfes gegen die Tuberkulose ein. Er erarbeitete mit Camille Guérin nicht nur einen wirksamen Impfstoff, sondern auch ein Impfprogramm gegen die zur damaligen Zeit für die massenhaft betroffenen Menschen tödliche Krankheit (1920/1921 führte er die ersten BCG-Schutzimpfungen gegen Tuberkulose an gefährdeten Säuglingen durch. Hierzu verwendete er den von ihm entwickelten Impfstoff.).
Das Impfprogramm erlitt 1930 einen Rückschlag anlässlich des als Lübecker Impfunglück bekannt gewordenen Skandals, bei dem 72 Kinder wegen fehlerhafter Sera des Instituts starben. 1932 wurde in vielen Ländern zwar die Massenimpfung von Kindern wieder aufgenommen, doch Calmette war von dem Skandal schwer getroffen worden. Er starb ein Jahr später in Paris.
1921 wurde er als auswärtiges Mitglied in die Royal Society gewählt. Im November 1927 wurde er Mitglied der Académie des sciences.
Albert Calmette war der Bruder von Gaston Calmette (1858–1914), dem Herausgeber der Zeitung Le Figaro.

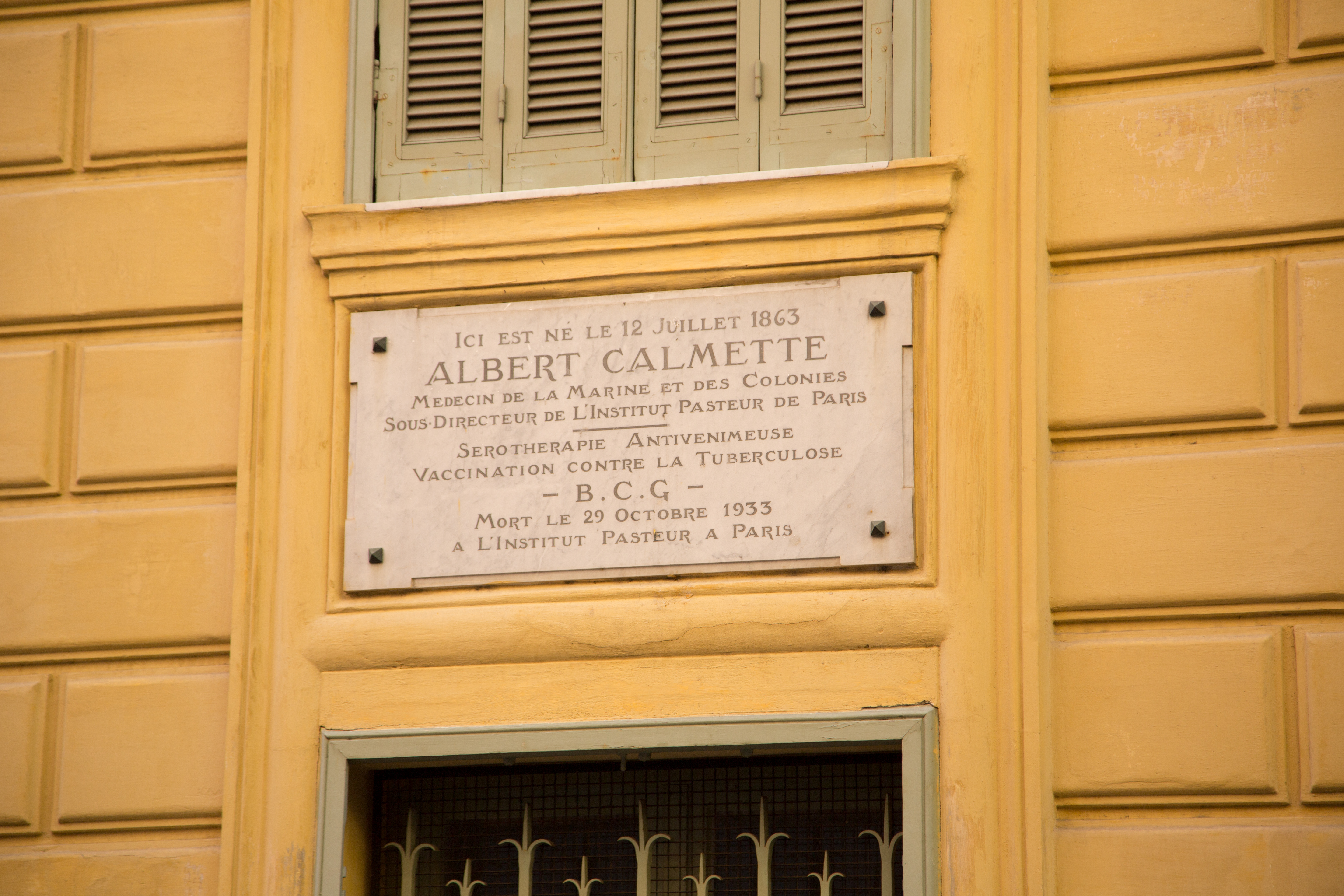
Gedenktafel am Geburtshaus in Nizza